# Лемішка Андрій Матвійович
Лемішка Андрій Матвійович (нар. 07.10.1919, с. Озірна, Зборівський повіт, Галичина) — український громадський діяч, лікар.

## Життєпис
Середню освіту здобув в українській гімназії в Тернополі (1938).
Медичні студії розпочав у Львові (1939), закінчив у Ерляннгенському університеті (Німеччина), здобувши диплом доктора медицини. (1947).
З 1950 — на еміграції у США. Після нострифікації диплома провадив приватну медичну практику в Балтиморі.
Належав до УЛТПА, довголітній член Управи цієї організації.
Довголітній голова Товариства «Самопоміч», голова комітету Тисячоліття Хрещення Руси-України в Балтиморі.